# 知るカフェ
知るカフェ（しるカフェ）は、株式会社エンリッションが展開する大学生向けの喫茶店チェーン。企業スポンサーからの支援を受けて、大学生（30歳以下に限る）に無料で飲料を提供し、就職活動に関する情報提供やセミナー等を行っている。2021年1月現在、国内の1都2府4県に18店舗、インドに店舗を展開する。

## 概要
スポンサー企業の協賛金だけでカフェの運営資金のすべてを賄う。就活に必要な職業意識の持ち方やエントリーシートの書き方などを学生に教授し、キャリア形成や業界研究に関する各種セミナーや選考会、説明会の会場としてスポンサー企業は利用することができ、入社後のミスマッチを防ぐ取り組みとして注目されており、実際に会って互いを知る「オフライン就活」の場となりつつある。有名大学の近くに出店し、大学名を店名とするが、店名以外の大学に在籍する学生も利用可能である。無料でドリンクが提供されることや、無料でWi-Fiや電源コンセントを使うことができ、店長をはじめとしてスタッフが全員学生であることなどが人気となっている。
基本的に大学付近に立地するが、東京理科大学（神楽坂）店と立命館大学（びわこ・くさつ）前店の2店についてはキャンパス内に立地する。

## 沿革
神戸市北区出身の柿本優祐が、学生時代に、アルバイトを通じて社会人の仕事に対する姿勢に刺激を受けると同時に、大量の企業に「取りあえずエントリーする」就職活動のあり方や新入社員の離職率の高さに違和感を持ったことをきっかけに、同じ神戸市北区の友人二人と共に、カフェ運営会社「エンリッション」を創業。2013年12月に、京都府京都市上京区の同志社大学今出川キャンパス前に1号店をオープン。2016年末から有料のフードメニューの取り扱いも開始された。

## 店舗一覧

### 関東エリア
- 早稲田大学前店
- 慶應義塾大学前店
- 東京大学（本郷）前店
- 東京大学（駒場）前店
- 東京工業大学前店
- 一橋大学前店
- 東京理科大学（神楽坂）店

### 関西エリア
- 同志社大学前店
- 京都大学前店
- 神戸大学前店
- 関西学院大学（上ヶ原）前店
- 関西大学前店
- 大阪大学前店
- 立命館大学（衣笠）前店
- 立命館大学（びわこ・くさつ）前店
- みなと銀行学園都市店
- みなと銀行武庫川女子大学店

### 名古屋エリア
- 名古屋大学前店

### 福岡エリア
- 九州大学前店

### インド
- IIT HYDERABAD
- IIT BOMBAY
- IIT INDORE
- IIT DELHI
- IIT KHARAGPUR
- IIT ROORKEE
- IIT KANPUR

なお、各エリアごとの順番は開業順である。

## 脚註
1. ↑  大学周辺で就活ビジネス盛況 カフェ利用、ノウハウ指南京都新聞
2. ↑  情報サイトだけに頼らない 学生と企業 気軽に交流読売新聞
3. ↑  企業の採用、脱ネットも 求める人材オフラインで接触朝日新聞
4. ↑  「有名大至近、学生限定」の無料カフェが急増 「就活だけじゃない」。企業スポンサーが殺到する本当の理由日経ビジネス
5. 1 2  就活のミスマッチ減らして 企業と会えるカフェ 神戸神戸新聞
6. ↑  【大学生】ただ今 就活中／知るカフェ 企業側に気軽に質問中日新聞
7. ↑  文京区本郷に大学生限定の就活カフェ 学生と企業のミスマッチ減少図る文京経済新聞